# Rémi Maréval
Rémi Maréval (Domont, 24 februari 1983) is een Franse voetballer (verdediger) die voor de Hongaarse ploeg Videoton FC uitkomt. Voordien speelde hij onder andere voor GFCO Ajaccio, Tours FC, FC Nantes, SV Zulte Waregem, KAA Gent en Maccabi Tel Aviv FC.
Tijdens zijn periode bij Nantes maakte hij 2 doelpunten: in de Ligue 1 tegen Olympique Marseille waarbij hij Steve Mandanda verschalkte vanop 35 meter en 11 maanden later in de Ligue 2 waar hij tegen Olympique Nîmes al na 8 seconden scoorde, dit is tot op heden de snelste goal in de Ligue 2.

## AS Beauvais Oise
Nadat hij eerst speelde voor de ploeg Ézanville Val d'Oise en nadien voor Chantilly dans l'Oise, ging Rémi Maréval nadien naar de enige profploeg uit zijn departement: AS Beauvais. Hij werd in het profvoetbal gelanceerd door Jacky Bonnevay in het seizoen 2001/2002 toen de ploeg de promotie naar de Ligue 1 bewerkstelligde. Het was echter pas in het seizoen 2002/2003, met de komst van Baptiste Gentili dat Maréval een basisplaats kreeg in de Franse Tweede Klasse (Ligue 2) en dat hij zijn eerste doelpunt als prof maakte. Een seizoen later speelde de ploeg echter slecht en Rémy onderging de resultaten en verandering van trainer slecht, waardoor hij niet veel meer speelde. Beauvais eindigde slechts laatste in het kampioenschap, waardoor de ploeg zakte naar de tweede Klasse (Ligue 2). Maréval was nu een vrij speler, door het verlies van profstatuut van de ploeg.

### Gazélec FCO Ajaccio en Tours FC
Nadat hij een tijd zonder ploeg had gezeten, maakte hij een goede tijd door bij Oldham Athletic Association Football Club in Engeland, maar na een tijd speelde hij ook daar niet meer en keerde terug naar de Franse eerste klasse bij zijn vroegere trainer van Beauvais (Baptiste Gentili) bij Gazélec Football Club Olympique Ajaccio. Na een volledig seizoen keerde hij in 2005/2006 terug naar  Tours Football Club, waarmee hij promoveerde naar Tweede Klasse (Ligue 2).
Het volgende seizoen verliep moeizaam, waarna de ploeg met afstand de laatste in zijn reeks werd. Na het seizoen 2006-2007 (waarin hij op een zijspoor werd gezet door trainer Albert Falette), was Rémi Maréval einde contract en enkele weken werkloos, terwijl hij trainde met de UNFP.

## FC Nantes
Op 9 juli 2007 tekende hij een contract van een jaar bij FC Nantes in de Franse Tweede Klasse. Al vanaf zijn eerste wedstrijd tegen Stade de Reims werd Maréval een basisspeler van FC Nantes. Hij hielp de ploeg met vele beslissende passes en hielp de ploeg zo opnieuw naar de Eerste Klasse. Tijdens de wedstrijd tegen Olympique Marseille, op 29 oktober 2008, maakte hij een weergaloos doelpunt vanop 35 meter in de kruising voorbij Steve Mandanda. Maar dit doelpunt hielp niet om het behoud te verzekeren.
De terugkeer naar de Tweede Klasse was moeilijk,maar hij maakte een doelpunt tijdens de wedstrijd FC Nantes - Nîmes Olympique (op de 8ste speeldag in Tweede Klasse op 26 september 2009) en opende zo de score met een doelpunt in de 8e seconde na het fluitsignaal, met een afstandsschot vanop 65 meter, waarvan de rebound keeper Nicolas Puydebois verraste. In een interview verklaarde hij dat hij de bal naar voor wilde passen links in het strafschopgebied en dat hij geluk had. Het is overigens het snelste doelpunt ooit in de geschiedenis van de Ligue 2.

## SV Zulte Waregem
Nadat de coaches Gernot Rohr en Jean-Marc Furlan hem helemaal leegzuigen, vindt hij zijn vroegere coach Baptiste Gentili terug. Maar de reünie is moeilijker, omdat Maréval minder speelt en supporters hem  beschuldigden niet genoeg betrokken te zijn bij de club. In augustus 2010 tekent hij een contract voor twee jaar en één optioneel bij de Belgische ploeg SV Zulte Waregem. Daar speelde hij in totaal 40 wedstrijden.

## KAA Gent
In januari 2012 tekent hij uiteindelijk een contract voor 3 en een half jaar bij de Belgische ploeg KAA Gent. Hij werd meteen een sterkhouder in de Gentse verdediging. In zijn eerste 2 jaar was hij titularis maar in zijn derde jaar werd hij minder en minder opgesteld en zo kwam hij maar aan 8 wedstrijden. Tijdens de winterperiode werd hij verkocht aan de Israëlische topploeg Maccabi Tel Aviv FC.

## Competitie
| Seizoen         | Club                | Land               | Competitie           | Competitie | Competitie | Beker | Beker | Internationaal | Internationaal | Totaal | Totaal |
| Seizoen         | Club                | Land               | Competitie           | Wed.       | Dlp.       | Wed.  | Dlp.  | Wed.           | Dlp.           | Wed.   | Dlp.   |
| --------------- | ------------------- | ------------------ | -------------------- | ---------- | ---------- | ----- | ----- | -------------- | -------------- | ------ | ------ |
| 2001/02         | AS Beauvais Oise    | Vlag van Frankrijk | Ligue 2              | 1          | 0          | 0     | 0     | 0              | 0              | 1      | 0      |
| 2002/03         | AS Beauvais Oise    | Vlag van Frankrijk | Ligue 2              | 30         | 1          | 0     | 0     | 0              | 0              | 30     | 1      |
| 2003/04         | AS Beauvais Oise    | Vlag van Frankrijk | Championnat National | 7          | 0          | 0     | 0     | 0              | 0              | 7      | 0      |
| 2004/05         | Gazélec FCO Ajaccio | Vlag van Frankrijk | Championnat National | 37         | 1          | 0     | 0     | 0              | 0              | 37     | 1      |
| 2005/06         | Tours FC            | Vlag van Frankrijk | Ligue 2              | 33         | 0          | 0     | 0     | 0              | 0              | 33     | 0      |
| 2006/07         | Tours FC            | Vlag van Frankrijk | Ligue 2              | 31         | 2          | 0     | 0     | 0              | 0              | 31     | 2      |
| 2007/08         | FC Nantes           | Vlag van Frankrijk | Ligue 1              | 37         | 0          | 0     | 0     | 0              | 0              | 37     | 0      |
| 2008/09         | FC Nantes           | Vlag van Frankrijk | Ligue 2              | 31         | 1          | 2     | 0     | 0              | 0              | 33     | 1      |
| 2009/10         | FC Nantes           | Vlag van Frankrijk | Ligue 2              | 28         | 1          | 1     | 0     | 0              | 0              | 29     | 1      |
| 2010/11         | SV Zulte Waregem    | Vlag van België    | Jupiler Pro League   | 22         | 3          | 1     | 0     | 0              | 0              | 23     | 3      |
| 2011/12         | SV Zulte Waregem    | Vlag van België    | Jupiler Pro League   | 22         | 3          | 2     | 0     | 0              | 0              | 25     | 3      |
| 2011/12         | KAA Gent            | Vlag van België    | Jupiler Pro League   | 18         | 3          | 1     | 0     | 0              | 0              | 19     | 3      |
| 2012/13         | KAA Gent            | Vlag van België    | Jupiler Pro League   | 29         | 0          | 2     | 0     | 3              | 0              | 34     | 0      |
| 2013/14         | KAA Gent            | Vlag van België    | Jupiler Pro League   | 7          | 1          | 1     | 0     | 0              | 0              | 8      | 1      |
| 2013/14         | Maccabi Tel Aviv FC | Vlag van Israël    | Ligat Ha'Al          | 0          | 0          | 0     | 0     | 0              | 0              | 0      | 0      |
| Carrière totaal | Carrière totaal     | Carrière totaal    | Carrière totaal      | 336        | 17         | 9     | 1     | 3              | 0              | 346    | 17     |